# Atalantia armata
Atalantia armata là một loài thực vật có hoa trong họ Cửu lý hương. Loài này được (Thwaites) Guillaumin mô tả khoa học đầu tiên năm 1910.